# Katharina Landfester
Katharina Landfester (* 1969 in Bochum) ist eine deutsche Chemikerin. Seit 2008 ist sie Direktorin am Max-Planck-Institut für Polymerforschung in Mainz.

## Leben
Landfester studierte Chemie an der Technischen Universität Darmstadt und an der Ecole d’Application des Hautes Polymères in Straßburg. Sie promovierte 1995 an der Johannes Gutenberg-Universität Mainz über ein Thema aus der Latexforschung, nachdem sie mit Hans Wolfgang Spiess am Max-Planck-Institut für Polymerforschung forschte. Ihren Postdoc machte sie an der Lehigh-Universität, wo sie sich mit Mini-Emulsionstechnik beschäftigte. 1998 kam sie zurück nach Deutschland, arbeitete am Max-Planck-Institut für Kolloid- und Grenzflächenforschung in Golm und leitete die Mini-Emulsions-Gruppe. Auf diesem Forschungsgebiet  habilitierte sie sich 2002 an der Universität Potsdam und übernahm 2003 den Lehrstuhl für Makromolekulare Chemie an der Universität Ulm. Hier begann sie ihre Tätigkeit im Bereich der biomedizinischen Anwendungen in Zusammenarbeit mit mehreren medizinischen Gruppen, die sich mit der Interaktion von Nanopartikeln mit verschiedenen Zellstrukturen, der Markierung von Zellen und der Abgabe von Substanzen an bestimmte Seiten befassen. Seit 2008 ist sie Direktorin am Max-Planck-Institut für Polymerforschung.
Landfester ist verheiratet und hat zwei Kinder.

## Wirken
Landfesters breite Forschungsinteressen reichen von der Polymerisation in Mini-Emulsionen, der Strukturbildung in Nanokompartimenten, der Charakterisierung physikalischer Eigenschaften in Tröpfchen, enzymatischen Reaktionen in Heterophase, der Verkapselung hydrophiler und hydrophober Komponenten in Nanokapseln, der Synthese und Charakterisierung funktionalisierter Nanopartikel/Kapseln bis hin zur Aufnahme von Nanopartikeln in verschiedenen Zellen und In-vivo-Anwendungen.
Sie hat etwa 630 Artikel in internationalen Zeitschriften publiziert und hält 50 Patente. Außerdem initiierte sie das Elisabeth-Schiemann-Kolleg der Max-Planck-Gesellschaft, dessen Ziel es ist, die Karrieren exzellenter Wissenschaftlerinnen nach ihrer Postdoc-Phase zu fördern und sie auf dem Weg zu einer Professur oder Leitung einer Forschungseinrichtung zu unterstützen. Sie ist auch Sprecherin dieses Kollegs.

## Auszeichnungen und Mitgliedschaften
- 1998: Liebig-Stipendium des Fonds der chemischen Industrie (FCI)
- 2001: Reimund Stadler Preis der Gesellschaft Deutscher Chemiker (GdCh)
- 2001: Preis der Dr. Hermann Schnell Stiftung
- 2002–2007: Mitglied der Jungen Akademie der Berlin-Brandenburgischen Akademie der Wissenschaften und Deutschen Naturforscher Leopoldina
- Seit 2008: Wissenschaftliches Mitglied der Max-Planck-Gesellschaft
- Seit 2010: Mitglied der Academy of Technical Science (Acatech)
- 2024: Liebig-Denkmünze der Gesellschaft Deutscher Chemiker (GdCh)
- 2024: Liesegang-Preis der Kolloid-Gesellschaft
- 2025: Mitglied der Akademie der Wissenschaften und der Literatur